# José Nasazzi
José Nasazzi Yarza (Montevideo, 1901. május 24. – Montevideo, 1968. június 17.), olimpiai és világbajnok uruguayi válogatott labdarúgó.
Az uruguayi válogatott tagjaként részt vett az 1930-as világbajnokságon, az 1924. és az 1928. évi nyári olimpiai játékokon illetve az 1923-as, az 1924-es, az 1926-os, az 1929-es és az 1935-ös Dél-amerikai bajnokságon.
Az 1930-ban, elsőként világbajnoki címet szerzett uruguayi válogatott csapatkapitánya volt.

## Sikerei, díjai
Nacional
- Uruguayi bajnok (2): 1933, 1934

Uruguay
- Világbajnok (1): 1930
- Dél-amerikai bajnok (4): 1923, 1924, 1926, 1935
- Olimpiai bajnok (2): 1924, 1928